# Drums of Death
Drums of Death — студийный альбом, совместная работа DJ Spooky и Дэйва Ломбардо, издан в 2005 году.

## Об альбоме
Drums of Death изначально инструментальный, хотя некоторые дорожки включают рэп-вокал. Большой вклад внесли в проект участники из Public Enemy. Трек B-Side Wins Again входит в саундтрек к игре Need for Speed: Most Wanted.

## Список композиций
1. Universal Time Signal — 0:26
2. Brother's Gonna Work It Out — 4:40
3. Quantum Cyborg Drum Machine — 3:25
4. Guitar DJ Tool Element — 1:27
5. Metatron — 3:55
6. Assisted Suicide — 3:16
7. Kultur Krieg — 3:56
8. Sounds From Planet X — 0:37
9. B-Side Wins Again — 5:33
10. Incipit Zarathustra — 4:05
11. A Darker Shade Of Bleak - 4:00
12. The Art Of War (Back To The Lab) - 2:36
13. Terra Nullius (Cyborg Rebellion On Colony Planet Zyklon15) - 3:56
14. Public Enemy No.1 - 4:30
15. Obscure Disorder - 5:28
16. Particle Storm - 0:44

## В записи участвовали
- Дэйв Ломбардо — ударные
- DJ Spooky
- Jack Dangers - ударные, гитара, эффекты
- Chuck D: вокал (#2,9,14)
- Meredith Monk: вокал (#6)
- Dälek: вокал (#6)
- Vernon Reid: гитара (#3,4,12,15)
- Gerry Nestler: гитара (#4,7,13)
- Alex Artaud: гитара (#1)